# Церква Перенесення мощей святого Миколая (Тернопіль)
Церква Перенесення мощей святого Миколая в Тернополі — парафія і храм Тернопільсько-Зборівської архієпархії Української греко-католицької церкви в Тернополі (деканат м. Тернополя — Центральний).

## Історія церкви
Церкву, спроєктовану архітектором Михайлом Нетриб'яком, було зведено всього за дев'ять місяців — з 10 січня по 24 вересня 2011 року. 25 вересня 2011 року храм освятив єпарх Тернопільсько-Зборівський владика Василій Семенюк.
Будівництвом, згідно з грамотою від 21 серпня 2008 року, займався священник Любомир Зозуляк, який після освячення став парохом. Саме з цього часу почала формуватися парафія.
У храмі постійно виставлена для вшанування реліквія — миро святого Миколая. При парафії також діє осередок Католицького Скаутства Європи, капеланом якого є о. Любомир.

## Парохи
- о. Любомир Зозуляк (з 2011),
- о. митрат Павло (Василь) Репела
- о. Василь Ничиник (серпень 2012—2013, сотрудник),
- о. Ярослав Єфремов (з 21 вересня 2013, сотрудник).